# Anime International Company
K.K. Anime International Company (jap. 株式会社アニメ・インターナショナルカンパニー, Kabushiki-gaisha Anime Intānashonaru Kampanī), häufig auch als AIC abgekürzt, ist ein japanisches Animationsstudio.

## Geschichte
Das Studio wurde am 15. Juli 1982 in Tokio gegründet und hatte das Ziel, neben inländisch produzierten und konsumierten Serien sich auch in den Dienst ausländischer Produktionen zu stellen. So wurde beispielsweise die Serie Inspector Gadget teilweise durch AIC produziert. 2003 gliederte sich das Studio in AIC Digital (AICデジタル) und AIC Spirits (AICスピリッツ) in Nerima, sowie AIC A.S.T.A. (heute AIC ASTA) in Nishitōkyō auf. 2006 wurde in Takarazuka das Studio AIC Takarazuka (AIC宝塚) und in Nishitōkyō AIC Plus+ (AIC PLUS+) gegründet. Ihre ersten Werke waren 2007 bei AIC Takarazuka die Mitarbeit an Gainax’ Gurren Lagann und bei AIC Plus+ Mitarbeit an SynergySPs Hayate no Gotoku!. 2010 kamen noch die Studios AIC Build und AIC Classic hinzu, womit sich die Gesamtanzahl auf sieben Stück erhöhte. AIC Build veröffentlichte seine erste Produktion ab Oktober 2010 mit der Light-Novel-Verfilmung Ore no Imōto ga Konna ni Kawaii Wake ga Nai, während AIC Classic mit der Manga-Verfilmung  Hōrō Musuko eine Serie für den noitaminA-Programmblock vom Januar 2011 produziert.

## Mitarbeiter
Als Regisseur war Kazuhito Akiyama an vielen Produktionen des Studios beteiligt. Der 1950 in Hokkaidō geborene Mann arbeitete im Vorfeld bereits als Regisseur – allerdings für Dokumentarfilme. Im Jahr 1980 wechselte er in die Anime-Industrie und arbeitete für die Studios Green Box und Anime Friend Studios, wobei sich die Arbeit durch Kooperationen öfters mit denen von AIC überschnitt und letztlich auch dazu führten, dass Akiyama 1986 zu AIC wechselte und dort an den ersten bekannten Anime der Gall-Force-Reihe und Bubblegum Crisis arbeitete.

## Produktionen

### Filme
- 1983: Golgo 13 – The Professional
- 1995: Seirei Tsukai
- 1996: Tenchi Muyō! in Love
- 1997: Armitage III: Poly-Matrix
- 1997: Tenchi Muyō! Manatsu no Eve
- 1999: Jin-Roh
- 1999: Tenchi Muyō! in Love 2: Harukanaru Omoi
- 2000: Oh! My Goddess: Der Film
- 2002: Armitage III: Dual-Matrix
- 2002: Blue Gender: The Warrior
- 2011: Gekijōban Sora no Otoshimono: Tokei Jikake no Angeloid
- 2012: Persona 4: the Animation – The Factor of Hope
- 2012: Strike Witches Gekijōban
- 2013: Aura – Maryūinkōga Saigo no Tatakai
- 2013: Persona 3 The Movie: #1 Spring of Birth

### Fernsehserien
- 1995: Shimpi no Sekai El Hazard
- 1995: Tenchi Muyō!
- 1997: Battle Athletes Daiundōkai
- 1997: Burn Up Excess
- 1997: Shin Tenchi Muyō!
- 1997: Vampire Miyu
- 1998: Bubblegum Crisis Tokyo 2040
- 1998: Ijigen no Sekai El Hazard
- 1998: Nightwalker
- 1998: Record of Lodoss War: Chronicles of the Heroic Knight
- 1999: A.D. Police
- 1999: Blue Gender
- 1999: Dual! Parallel Lun Lun Monogatari
- 1999: Now and Then, Here and There
- 1999: Trouble Chocolate
- 2002: Puchi Puri Yūshi
- 2002: Tenchi Muyō! GXP
- 2003: Battle Programmer Shirase
- 2003: Shinkon Gattai Godannar!!
- 2004: Burn Up Scramble
- 2004: Girls Bravo
- 2004: Shinkon Gattai Godannar!! Second Season
- 2004: ToHeart: Remember my memories
- 2005: Gun×Sword
- 2005: Solty Rei
- 2006: Lovedol – Lovely Idol
- 2006: Tokkō
- 2007: Bamboo Blade
- 2007: Goshūshō-sama Ninomiya-kun
- 2007: Seto no Hanayome
- 2007: Tokyo Majin
- 2008: S・A – Special A
- 2009: Asu no Yoichi!
- 2009: Nyan Koi!
- 2009: Sasameki Koto
- 2009: Sora no Otoshimono
- 2010: Amagami SS
- 2010: Asobi ni Iku yo!
- 2010: Ōkami Kakushi
- 2010: Ore no Imōto ga Konna ni Kawaii Wake ga Nai
- 2010: Shukufuku no Campanella
- 2010: Sora no Otoshimono: Forte
- 2010: Strike Witches 2
- 2011: Boku wa Tomodachi ga Sukunai
- 2011: Hōrō Musuko
- 2011: Maken-ki!
- 2011: Persona 4: The Animation
- 2012: Amagami SS+ plus
- 2012: Atchi Kotchi
- 2012: Ebiten: Kōritsu Ebisugawa Kōkō Tenmonbu
- 2012: Jinrui wa Suitai Shimashita
- 2012: Koi to Senkyo to Chocolate
- 2013: Boku wa Tomodachi ga Sukunai Next
- 2013: Date A Live
- 2013: Gen’ei o Kakeru Taiyō
- 2013: Kotoura-san
- 2013: Seitokai no Ichizon Lv.2
- 2013: Super Seisyun Brothers
- 2013: Uchū Senkan Yamato 2199
- 2014: Ai Tenchi Muyō!
- 2014: Pupipō!

### Original Video Animations
- 1985: Megazone 23
- 1986: Call Me Tonight
- 1986: Cosmos Pink Shock
- 1986: Gall Force: Eternal Story
- 1986: Outlanders
- 1986: Wanna-Be’s
- 1987: Bubblegum Crisis
- 1987: Daimaju Gekito Hagane no Oni
- 1987: Gakuen Tokusō Hikaruon
- 1987: Gall Force 2: Destruction
- 1987: Haja Taisei Dangaiō
- 1988: Dragon’s Heaven
- 1988: Gall Force 3: Stardust War
- 1988: Metal Skin Panic Madox-01
- 1988: Vampire Princess Miyu
- 1989: Be-Boy Kidnapp’n Idol
- 1989: Explorer Woman Ray
- 1989: Gall Force: Chikyū-shō
- 1989: Kyokkoku no Tsubasa Barukisasu
- 1989: Rhea Gall Force
- 1989: Riding Bean
- 1990: AD. Police
- 1990: Guy
- 1990: The Hakkenden
- 1991: Burn Up
- 1991: Detonator Orgun
- 1991: Gall Force: Shinseiki-hen
- 1992: Ai no Kusabi
- 1992: Bastard!! Ankoku no Hakai-jin
- 1992: Genesis Surviver Gaiarth
- 1992: Green Legend Ran
- 1992: Macross II: Lovers Again
- 1992: Tenchi Muyō! Ryōōki
- 1993: Ganbare Goemon: Jigen Jō no Akumu
- 1993: Moldiver
- 1993: Oh! My Goddess
- 1994: Dragon Pink
- 1994: Nageki no Kenkō Yūryōji
- 1995: Armitage III
- 1995: Magical Twilight
- 1995: Shimpi no Sekai El Hazard
- 1996: Burn Up W
- 1996: Ninja Mono
- 1997: Battle Athletes Daiundōkai
- 1997: Photon
- 1997: Shimpi no Sekai El Hazard 2
- 1998: Gosenzo San'e
- 2000: Zoku Gosenzo San'e
- 2003: Parasite Dolls
- 2004: Tembatsu Angel Rabbie
- 2007: Sakura Taisen: New York New York
- 2008: Seto no Hanayome OVA
- 2009: Ai no Kusabi
- 2011: Asobi ni Iku yo! OVA Special: OVA de Asobi ni Kimashita!!
- 2011: Boku wa Tomodachi ga Sukunai
- 2012: Boku wa Tomodachi ga Sukunai: Add-on Disc

### Weitere Anime-Produktionen
- 1999: Dual! Parallel Lunlun Monogatari Special (Special)
- 2007: Candy Boy (Web-Anime)